# Ой при лузі, при лужку
Ой при лузі , при лужку (рос. Ой, при лужку, при лужке)  — українська та російська козацька пісня. Вперше була опублікована в 1893 році або раніше.

## Історія
На думку одного з дослідників, пісня (яку той зараховує до міських) поступово почала виконуватися на сільському весіллі разом з іншими застільними. Згідно з рядом авторів, такому перекладу передувала заміна сільських обрядових пісень необрядовими. В результаті, приблизно з середини 19 століття місце останніх починають займати твори міського фольклору, в тому числі авторські романси.
Декотрі дослідники відносять пісню до улюблених у російського населення Західного Сибіру. Серед городян — жителів великих сибірських міст — пісня досить відома як святкова (виконується на свята), особливо у представників старшого поколения.

### Записи та публікації
Пісня була опублікована у збірнику Харківського Історико-Філологічного товариства в 1893 році.
Тексти твори неодноразово записувалися вивчено під час польових пошуків у Сибіру та Далекому Сході. Так, фольклористами, під час їхньої роботи у Приамур'ї (2010-ті), були отримані версії українською та російською мовами від тамтешніх старожилів. Певну популярність твір набув і серед удмуртських переселенців.